# Nigeria op de Olympische Zomerspelen 1988
Nigeria nam deel aan de Olympische Zomerspelen 1988 in Seoul, Zuid-Korea.

## Deelnemers en resultaten

### Atletiek
| Olympiër                                                                                      | Discipline             | Resultaat | Prestatie                                                                                            |
| --------------------------------------------------------------------------------------------- | ---------------------- | --------- | --- |
| Olapade Adeniken                                                                              | 100m (m)               | 11e       | serie 9: 3de in 10,56 kwartfinale 4: 2de in 10,30 halve finale 1: 6de in 10,33                       |
| Isiaq Adeyanju                                                                                | 100m (m)               | 15e       | serie 11: 2de in 10,45 kwartfinale 5: 3de in 10,32 halve finale 2: 7de in 10,60                      |
| Chidi Imoh                                                                                    | 100m (m)               | 48e       | serie 6: 1ste in 10,62 kwartfinale 2: 8ste in 11,44                                                  |
| Olapade Adeniken                                                                              | 200m (m)               | 12e       | serie 10: 3de in 20,77 kwartfinale 4: 3de in 20,92 halve finale 2: 6de in 20,67                      |
| Isiaq Adeyanju                                                                                | 200m (m)               | 25e       | serie 2: 3de in 21,10 kwartfinale 5: 6de in 21,01                                                    |
| Innocent Egbunike                                                                             | 400m (m)               | 5e        | serie 10: 3de in 46,02 kwartfinale 2: 2de in 45,02 halve finale 2: 4de in 44,74 finale: 5de in 44,72 |
| Sunday Uti                                                                                    | 400m (m)               | 17e       | serie 4: 3de in 47,085 kwartfinale 1: 5de in 45,33                                                   |
| Ado Maude                                                                                     | 800m (m)               | 40e       | serie 5: 5de in 1.50,48                                                                              |
| Victor Edet Olapade Adeniken Isiaq Adeyanju Olatunji Olobia Davidson Ezinwa Abdullahi Tetengi | 4x100m (m)             | 10e       | serie 1: 2de in 39,15 halve finale 1: 6de in 39,05                                                   |
| Sunday Uti Moses Ugbisien Henry Amike Innocent Egbunike                                       | 4x400m (m)             | 7e        | serie 3: 3de in 3.06,59 halve finale 2: 4de in 3.01,13 finale: 7de in 3.02,50                        |
| Abbas Mohamed                                                                                 | marathon (m)           | 70e       | 2:35.26                                                                                              |
| Yohanna Waziri                                                                                | marathon (m)           | 60e       | 2:29.14                                                                                              |
| Yusuf Alli                                                                                    | verspringen (m)        | 15e       | kwalificatie groep B: 8ste met 7,73m                                                                 |
| Joseph Taiwo                                                                                  | hink-stap-springen (m) | 9e        | kwalificatie groep A: 5de met 16,42m finale: 9de met 16,46m                                          |
| Adewale Olukoju                                                                               | discuswerpen (m)       | 23e       | kwalificatie groep A: 11de met 54,44m                                                                |
|                                                                                               |                        |           | |
| Falilat Ogunkoya                                                                              | 200m (v)               | 17e       | serie 1: 3de in 23,12 kwartfinale 2: 5de in 22,88                                                    |
| Mary Onyali-Omagbemi                                                                          | 200m (v)               | 9e        | serie 2: 2de in 22,82 kwartfinale 4: 2de in 22,89 halve finale 1: 5de in 22,43                       |
| Airat Bakare                                                                                  | 400m (v)               | 21e       | serie 2: 3de in 53,82 kwartfinale 1: 6de in 52,86                                                    |
| Maria Usifo                                                                                   | 100m horden (v)        | DNF       | serie 2: 5de in 13,50 kwartfinale 3: niet gefinisht                                                  |
| Maria Usifo                                                                                   | 400m horden (v)        | 18e       | serie 3: 5de in 55,99                                                                                |
| Falilat Ogunkoya Kehinde Vaughan Airat Bakare Mary Onyali                                     | 4x400m (m)             | 9e        | serie 1: 6de in 3.30,21                                                                              |
| Grace Apiafi                                                                                  | kogelstoten (v)        | 22e       | kwalificatie groep B: 10de met 15,06m                                                                |
| Grace Apiafi                                                                                  | discuswerpen (v)       | 19e       | kwalificatie groep B: 10de met 49,84m                                                                |

### Boksen
| Olympiër             | Discipline  | Resultaat | Prestatie |
| -------------------- | ----------- | --------- | --- |
| Mohammed Sabo        | -54kg (m)   | 17e       | 1ste ronde: vrij 2de ronde: V van IRL Lowey: 1-4                                                                           |
| Anthony Konyegwachie | -57kg (m)   | 33e       | 1ste ronde: V van ROU Dumitrescu: 0-5                                                                                      |
| Blessing Onoko       | -60kg (m)   | 17e       | 1ste ronde: W van UGA Lubulwa: scheidsrechterlijke beslissing 2de ronde: V van EGY Regazy: 0-5                             |
| Liasu Braimoh        | -63,5kg (m) | 17e       | 1ste ronde: vrij 2de ronde: V van KOR Chun: scheidsrechterlijke beslissing                                                 |
| Adewale Adegbusi     | -67kg (m)   | 5e        | 1ste ronde: vrij 2de ronde: W van ANT Dary: knock-out 3de ronde: W van ESP Martínez: 5-0 kwartfinale: V van POL Dydak: 1-4 |
| Osmond Imadiyi       | -81kg (m)   | 9e        | 1ste ronde:-W van ZAI Kanika: knock-out 2de ronde: V van YUG Škaro: 0-5                                                    |
| Ovwigbo Uba          | +91kg (m)   | 9e        | 1ste ronde: vrij 2de ronde: V van FRG Schnieders: 0-5                                                                      |

### Gewichtheffen
| Olympiër             | Discipline  | Resultaat | Prestatie                                                       |
| -------------------- | ----------- | --------- | --------------------------------------------------------------- |
| Lawrence Iquaibom    | -67,5kg (m) | 12e       | trekken: 14de met 125kg stoten: 11de met 160kg totaal: 285kg    |
| Muyiwa Odusanya      | -82,5kg (m) | 9e        | trekken: 9de met 150kg stoten: 11de met 170kg totaal: 320kg     |
| Olusola Awosina      | -90kg (m)   | 12e       | trekken: 14de met 140kg stoten: 7de met 192,5kg totaal: 332,5kg |
| Gilbert Ojadi Aduche | +110kg (m)  | DNF       | trekken: geen geldige poging                                    |

### Judo
| Olympiër              | Discipline | Resultaat | Prestatie                                                                                    |
| --------------------- | ---------- | --------- | -------------------------------------------------------------------------------------------- |
| Majemite Omagbaluwaje | -65kg (m)  | 14e       | 1ste ronde: vrij 2de ronde: W van CYP Ioannou: waza-ari 3de ronde: V van FRA Carabetta: yuko |
| Mamudu Adamu          | -78kg (m)  | 34e       | 1ste ronde: V van FIN Metsola: chui                                                          |
| West Iqiebor          | -86kg (m)  | 19e       | 1ste ronde: vrij 2de ronde: V van BRA Carmona: Hansoku-goshi                                 |

### Tafeltennis
| Olympiër                     | Discipline     | Resultaat | Prestatie |
| ---------------------------- | -------------- | --------- | --- |
| Yomi Bankole                 | enkelspel (m)  | 41e       | groep C: 6de V van AUT Ding: 0-3 V van HKG Lo: 0-3 V van TPE Wu: 0-3 V van CHN Chen: 1-3 W van HUN Harczi: 3-2 W van IRQ Hussain: 3-1 W van MRI Choy: 3-0                                                                   |
| Atanda Musa                  | enkelspel (m)  | 33e       | groep D: 5de V van POL Grubba: 0-3 W van YUG Primorac: 3-1 V van FRG Rosskopf: 2-3 W van IND Ghorpade: 3-1 V van JPN Miyazaki: 0-3 W van AUS Haberl: 3-1 W van VEN Lopez: 3-0                                               |
| Fatai Adeyemo Yomi Bankole   | dubbelspel (m) | 29e       | groep D: 8ste V van KOR Nam-Kyu/Jae-Hyung: 0-2 V van POL Grubba/Kuchars: 0-2 V van FRG Fetzner/Roßkopf: 0-2 V van HKG Lo/Vong: 0-2 V van CHI Gambra/Nunez: 1-2 W van BRA Kano/Kawai: 2-1 V van JPN Saito/Watanabe: 0-2      |
| Atanda Musa Titus Omotara    | dubbelspel (m) | 21e       | groep C: 6de V van CAN Pintea/Ng: 0-2 V van YUG Lupulesku/Primorac: 1-2 V van TPE Wu/Huang: 0-2 V van CHN Jiang/Xu: 0-2 V van FRA Gatien/Birocheau: 0-2 W van URS Mazounov/Rosenberg: 2-0 W van MRI Choy/Hosnanni: 2-0      |
|                              |                |           | |
| Iyabo Akanmu                 | enkelspel (v)  | 41e       | groep H: 6de V van KOR Hong: 0-3 V van FRG Nemes: 0-3 V van NED Hooman-Kloppenburg: 1-3 V van CHI Díaz: 1-3 V van HUN Bátorfi: 1-3                                                                                          |
| Kuburat Owolabi              | enkelspel (v)  | 33e       | groep E: 5de V van KOR Hyun: 0-3 V van FRG Nolten: 2-3 V van YUG Fazlić-Reed: 0-3 V van JPN Hoshino: 1-3 W van PER Liyau: 3-2                                                                                               |
| Iyabo Akanmu Kuburat Owolabi | dubbelspel (v) | 13e       | groep A: 7de V van KOR Yang/Hyun: 0-2 V van URS Boulatova/Kovtoun: 0-2 V van YUG Fazlić/Perkučin: 0-2 W van AUS Tepper/Bisiach: 2-0 V van TPE Hsiu-Yu/Li-ju: 0-2 V van HKG Ka Sha/So Hung: 0-2 V van HUN Bátorfi/Urban: 0-2 |

### Tennis
| Olympiër              | Discipline     | Resultaat | Prestatie                                                                                            |
| --------------------- | -------------- | --------- | --- |
| Sadiq Abdullahi       | enkelspel (m)  | 33e       | 1ste ronde: V van USA Seguso: 4-6, 3-6, 2-6                                                          |
| Tony Mmoh             | enkelspel (m)  | 17e       | 1ste ronde: W van POL Kowalski: 6-2, 6-4, 6-4 2de ronde: V van NED Schapers: 6-4, 3-6, 1-6, 6-4, 1-6 |
| Nduka Odizor          | enkelspel (m)  | 33e       | 1ste ronde: W van ESP Sánchez: 2-6, 5-7, 3-6                                                         |
| Tony Mmo Nduka Odizor | dubbelspel (m) | 17e       | 1ste ronde: vrij 2de ronde: V van FRA Forget/Leconte: 3-6, 2-6, 7-6, 6-7                             |

### Voetbal
| Olympiër | Discipline | Resultaat | Prestatie                                                                    |
| --- | ---------- | --------- | ---------------------------------------------------------------------------- |
| Rashidi Yekini Andrew Uwe Samson Siasia Dahiru Sadi Bright Omokaro Samuel Okwaraji Sylvanus Okpala Wole Odegbami Osaro Obobaifo Mike Obiku Christian Obi Chidi Nwanu David Ngodiga Dom Iorfa Emeka Ezeugo Augustine Eguavoen Ademola Adeshina | mannen     | 15e       | groep D: 4de V van Brazilië: 0-4 V van Joegoslavië: 1-3 V van Australië: 0-1 |

| Groep D |             |             |             |             |             |            |            |            |        |
| #       | Land        | Wedstrijden | Wedstrijden | Wedstrijden | Wedstrijden | Doelpunten | Doelpunten | Doelpunten | Punten |
| #       | Land        | G           | W           | G           | V           | V          | T          | Saldo      | Punten |
| 1       | Brazilië    | 3           | 3           | 0           | 0           | 9          | 1          | +8         | 6      |
| 2       | Australië   | 3           | 2           | 0           | 1           | 2          | 3          | -1         | 4      |
| 3       | Joegoslavië | 3           | 1           | 0           | 2           | 4          | 4          | 0          | 2      |
| 4       | Nigeria     | 3           | 0           | 0           | 3           | 1          | 8          | -7         | 0      |

| Ronde        | Datum   | Plaats    | Land | Score       | Land |
| ------------ | ------- | --------- | ---- | ----------- | ---- |
| Groepsfase   |         |           |      |             |      |
| 18 september | Daejeon | Brazilië  | 4-0  | Nigeria     |      |
| 20 september | Daejeon | Nigeria   | 1-3  | Joegoslavië |      |
| 22 september | Daejeon | Australië | 1-0  | Nigeria     |      |

### Worstelen
| Olympiër           | Discipline  | Resultaat   | Prestatie |
| Vrije stijl        | Vrije stijl | Vrije stijl | Vrije stijl |
| ------------------ | ----------- | ----------- | --- |
| Amos Ojo Adekunle  | -48kg (m)   | 13e         | groep B: 7de V van TUR Şükrüoğlu: 1-3 V van COL Delgado: 1-3                                                                      |
| Garba Lame         | -52kg (m)   | 19e         | groep A: 10de V van POL Stecyk: 0-4 V van TUR Seyhanlı: 0-4                                                                       |
| Monday Eguabor     | -74kg (m)   | 25e         | groep A: 13de V van GDR Westendorf: 1-3 V van BUL Sofiadi: 0-4                                                                    |
| Victor Kodei       | -82kg (m)   | 9e          | groep B: 5de W van GBR Doyle: 3-1 W van PUR Rodríguez: 4-0 W van SYR Zayar: 3-1 V van USA Schultz: 0-4 V van URS Tambouvtsev: 0-4 |
| Christian Iloanusi | -90kg (m)   | 19e         | groep A: 10de V van JPN Ota: 1-3 V van PAK Maurwala: 0-3                                                                          |
| Jackson Bidei      | -100kg (m)  | 21e         | groep A: 11de V van TUR Sezgin: 0-4                                                                                               |

Afghanistan · Algerije · Amerikaanse Maagdeneilanden · Amerikaans-Samoa · Andorra · Angola · Antigua en Barbuda · Argentinië · Aruba · Australië · Bahama’s · Bahrein · Bangladesh · Barbados · België · Belize · Benin · Bermuda · Bhutan · Birma · Bolivia · Bondsrepubliek Duitsland · Botswana · Brazilië · Britse Maagdeneilanden · Brunei · Bulgarije · Burkina Faso · Canada · Centraal-Afrikaanse Republiek · Chili · China · Chinees Taipei · Colombia · Congo-Brazzaville · Cookeilanden · Costa Rica · Cyprus · Denemarken · Djibouti · Dominicaanse Republiek · Duitse Democratische Republiek · Ecuador · Egypte · El Salvador · Equatoriaal-Guinea · Fiji · Filipijnen · Finland · Frankrijk · Gabon · Gambia · Ghana · Grenada · Griekenland · Groot-Brittannië · Guam · Guatemala · Guinee · Guyana · Haïti · Honduras · Hongarije · Hongkong · Ierland · IJsland · India · Indonesië · Irak · Iran · Israël · Italië · Ivoorkust · Jamaica · Japan · Joegoslavië · Jordanië · Kaaimaneilanden · Kameroen · Kenia · Koeweit · Laos · Lesotho · Libanon · Liberia · Libië · Liechtenstein · Luxemburg · Malawi · Malediven · Maleisië · Mali · Malta · Marokko · Mauritanië · Mauritius · Mexico · Monaco · Mongolië · Mozambique · Nederland · Nederlandse Antillen · Nepal · Nieuw-Zeeland · Niger · Nigeria · Noord-Jemen · Noorwegen · Oeganda · Oman · Oostenrijk · Pakistan · Panama · Papoea-Nieuw-Guinea · Paraguay · Peru · Polen · Portugal · Puerto Rico · Qatar · Roemenië · Rwanda · Saint Vincent en de Grenadines · Salomonseilanden · Samoa · San Marino · Saoedi-Arabië · Senegal · Sierra Leone · Singapore · Soedan · Somalië · Sovjet-Unie · Spanje · Sri Lanka · Suriname · Swaziland · Syrië · Tanzania · Thailand · Togo · Tonga · Trinidad en Tobago · Tsjaad · Tsjecho-Slowakije · Tunesië · Turkije · Uruguay · Vanuatu · Venezuela · Verenigde Arabische Emiraten · Verenigde Staten · Vietnam · Zaïre · Zambia · Zimbabwe · Zuid-Jemen · Zuid-Korea · Zweden · Zwitserland